# Velutina conica
Velutina conica är en snäckart som beskrevs av Dall 1887. Velutina conica ingår i släktet Velutina och familjen Velutinidae. Inga underarter finns listade i Catalogue of Life.